# MiniVibro paal

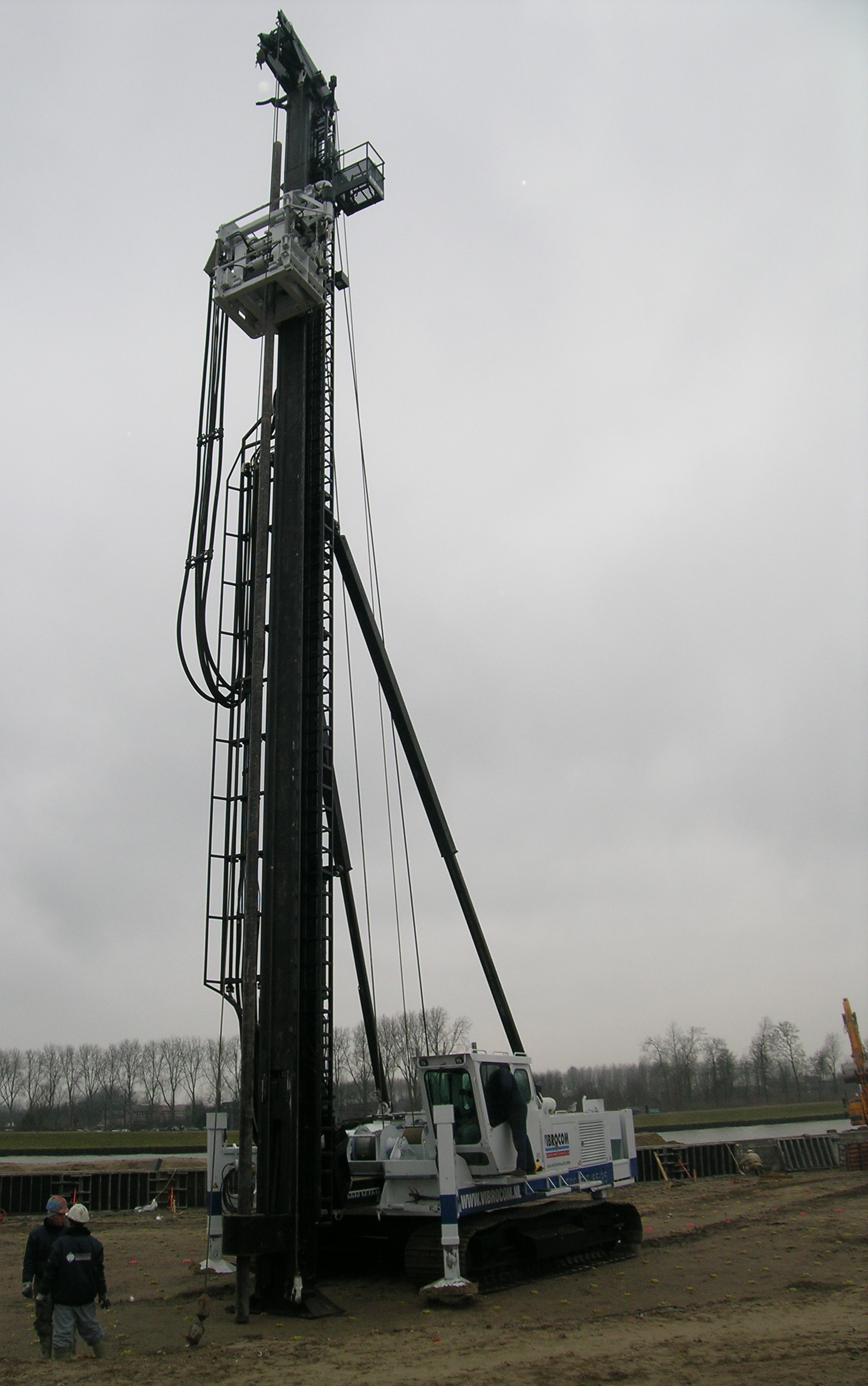
MiniVibro heistelling

De MiniVibro paal is een funderingssysteem dat is ontwikkeld om op een zeer kosten efficiënte wijze vloerconstructies te onderheien. Hierin worden de kosten bespaard door de overspanningen in de vloerconstructie te verkleinen, waarmee op de vloerdikte en benodigde hoeveelheid wapening kan worden bespaard.

## Beschrijving van het systeem
De MiniVibro paal gebruikt eenzelfde techniek als de bekendere Vibro-paal. De mini variant wordt echter door een trilblok op diepte gebracht. Deze grondverdringende funderingspaal wordt door middel van een ringvibrator met een grote slagkracht en hoge frequentie naar het gewenste aanlegniveau bewogen. Nadat de buis op diepte is gebracht wordt de buis volgestort met betonspecie. Tijdens dit storten wordt de buis trillend omhoog getrokken, zodat de beton goed kan verdichten, en een goede aansluiting tussen de paal en de omliggende grond ontstaat. Hierna kan eventuele wapening in de paal worden aangebracht.
Paaldiameters van 18, 22 en 27 cm zijn mogelijk. Dieptes (paalpuntniveaus) tot 23,5 meter onder het maaiveld zijn haalbaar. De voet onderaan de buis is qua diameter even groot als de buisdiameter en blijft in de grond achter. De buis kan opnieuw worden gebruikt.
Omdat geen gebruik wordt gemaakt van prefab onderdelen is een grote variatie van geproduceerde lengten (binnen een werk) mogelijk. Wel is het noodzakelijk voldoende verhardingstijd in acht te nemen, voor met een bouwwerkzaamheden wordt begonnen, teneinde de vorm van de paal tijdens het verhardingsproces niet te verstoren.

## Kenmerken van de MiniVibro paal
- De aanbrengsnelheid is zeer hoog, in de orde van 300 palen per dag.
- Palen staan dicht op elkaar en hebben een relatief beperkte draagkracht (omstreeks 25 ton per paal voor de diameter 180 mm¹).
- Voornamelijk toegepast onder bedrijfsvloeren, sportparken en andere constructies waar extra eisen worden gesteld aan de zetting van de constructie.
- De aanbrengdiepte kan indien nodig worden aangepast aan omstandigheden op de bouwplaats dan wel onverwachte aanpassingen aan het ontwerp.

fundering op staal · fundering op putten · grondverbetering · paalfunderingen (lijst van funderingspaalsystemen) · verdichten